# Sicale à tête jaune
Sicalis luteocephala
Espèce
Statut de conservation UICN

 LC  : Préoccupation mineure
Le Sicale à tête jaune (Sicalis luteocephala) est une espèce de passereau appartenant à la famille des Thraupidae.